# Dvůr Ostrov
Dvůr Ostrov (též Hřebčín Ostrov) je soubor hospodářských budov postavených v blízkosti obce Nové Město v okrese Hradec Králové.

## Historie
Dvůr Ostrov byl vybudován Oktaviánem Josefem Kinským v roce 1832. Dvůr sloužil pro chov koní Kinských, konkrétně v něm byly umístěny plemenné klisny s malými hříbaty, zatímco hříbata od jednoho do tří let byla chována v chlumecké oboře a jezdečtí a kočároví koně přímo v areálu zámku Karlova Koruna. V 50. letech 19. století (roku 1843) vznikla v blízkosti dvora soukromá dostihová dráha (předtím pořádal hrabě Kinský dostihy na lukách v blízkosti obce Lučice). Po 2. světové válce byl chov koní Kinských převeden do hřebčína v Kladrubech nad Labem, ale v roce 1967 obnoven v areálu zámku Karlova Koruna a v roce 1976 přemístěn zpět do dvora Ostrov.
V roce 2010 prošel objekt rozsáhlou rekonstrukcí, v rámci které byla mj. v areálu vybudována dvě hřiště na koňské pólo.

## Architektura
Architektura všech objektů je velmi utilitární, navíc byla znehodnocena nevhodnými přestavbami zejména ve 2. polovině 20. století.

## Aktivity
Kromě možnosti ustájení koní, jízdárny a školy jezdectví je na dvoře Ostrov provozována také minizoo a jsou zde organizovány příměstské tábory se zaměřením na práci s koňmi.